# Sukiennice w Szczecinie
Sukiennice w Szczecinie (łac. domus pannorum, niem. wanthaus)  – nieistniejący już dom kupiecki średniowiecznych sukienników szczecińskich. Zlokalizowany był przy wschodniej pierzei placu Orła Białego na miejscu dzisiejszego budynku nr 10 i częściowo bloku nr 6-9.

## Historia
Sukiennice w Szczecinie powstały prawdopodobnie w początkach XIII wieku. Były one wzmiankowane w roku 1396 pod łacińską nazwą domus pannorum. W 1409 r. pojawia się wzmianka sukiennic pod niemiecką nazwą wanthaus. Pod koniec XV wieku szczecińscy sukiennicy utworzyli własne bractwo. W 1520 r. część pomieszczeń w domu kupieckim adaptowano na potrzeby posiedzeń rady miejskiej. W 1563 r. sukiennice zburzono z powodu złego stanu technicznego. Krojczy sukna przenieśli się do kamienicy na narożniku obecnej ulicy Grodzkiej i nieistniejącej ulicy Bogdanki. Na miejscu rozebranych sukiennic zbudowano natomiast kamienice.